# METAL 57
METAL 57 est un bâtiment initialement dessiné par l’architecte Claude Vasconi (1984), et connu à sa construction sous le nom de 57 Métal. Il est situé sur les rives de Seine à Boulogne-Billancourt, et accueille depuis 2022 le siège social de BNP Paribas Real Estate.

## Histoire
57 Métal est un bâtiment d’architecture industrielle dessiné dans les années 1980 par l’architecte Claude Vasconi. Situé sur les rives de Seine à Boulogne-Billancourt, le bâtiment est livré en 1984 au constructeur automobile Renault pour y accueillir son atelier de métallerie industrielle.
Restructuré en 2004 par Jakob + MacFarlane, le bâtiment a abrité le centre de communication de Renault avec 3 amphithéâtres, des bureaux et un showroom.
C’est en 2021 que BNP Paribas Real Estate et l’architecte Dominique Perrault ont réhabilité l’immeuble, et engagé la reconversion et l’extension du bâtiment originel.
57 Métal devient METAL 57 qui accueille depuis 2022 le siège social de BNP Paribas Real Estate, et les équipes de Kronenbourg Boulogne et de l’entreprise Odigo.

## Caractéristiques
Dominique Perrault signe le projet de réhabilitation METAL 57 en conservant la silhouette du bâtiment d’origine à travers ses sheds industriels, ses matériaux (briques et métal de la structure initiale), une façade de la greffe tertiaire reprenant le calepinage des briques originelles tout comme la partie sous sheds reprise à l’identique. Le projet totalise 37 000 m² regroupant des espaces serviciels de restauration, une conciergerie, un fitness, un auditorium et un rooftop de 3 500 m².
Constitués de lieux hybrides et flexibles, METAL 57 a été conçu comme l’immobilier tertiaire du XXIème siècle mêlant innovation et préservation du patrimoine.